# Tomasz Młodzianowski
Tomasz Młodzianowski herbu Dąbrowa (ur. 21 grudnia 1622 pod Ciechanowem, zm. 3 lub 9 października 1686 w Wolbromiu) – polski duchowny katolicki, teolog, kaznodzieja i publicysta religijny.

## Życiorys
Pochodził z drobnej szlachty mazowieckiej, osiadłej w ziemi ciechanowskiej. W 1637 rozpoczął nowicjat u jezuitów. W 1648 otrzymał święcenia kapłańskie. W latach 1654–1656 prowadził misje w Isfahanie. Wracając stamtąd, zwiedził Ziemię Świętą. Wykładał w kolegiach na obszarze całej Rzeczypospolitej, był też przez wiele lat kapelanem. W 1673 otrzymał godność wiceprowincjała. Od 1680 do 1683 pełnił funkcję rektora kolegium jezuickiego w Poznaniu. Zmarł w Wolbromiu. Pochowano go w kościele św. Piotra i Pawła w Krakowie. Przez 22 lata po śmierci jego ciało nie ulegało zepsuciu.

## Twórczość
Zyskał sławę wielkiego kaznodziei. W 1674 wygłosił kazanie na Mszy koronacyjnej Jana III Sobieskiego. Spisał 73 homilie i 179 kazań. Mowy okolicznościowe publikował osobno. Pozostałe wydał w potężnym zbiorze Kazania i Homilyie (1681), liczącym ponad 2000 stron in folio w 4 tomach. Unikał makaronizmów, wysławiał się jasno i dobitnie (urozmaicając wykład między innymi konceptami), przybliżał słuchaczom abstrakcyjne pojęcia (przyrównując na przykład apostołów do posłów i senatorów), nie gardził przysłowiami.
Wydał również dzieła:
- Praelectiones (1666-1674) – serię podręczników, omawiającą całokształt teologii i filozofii
- Integer cursus theologicus et philosophicus – poprawioną i poszerzoną edycję Praelectionum
- Rozmyślania albo Lekcya duchowna – pismo ascetyczne, w latach 1680-1754 wydawane 6 razy
- Akty przygotowania się na śmierć – kolejną książkę ascetyczną, między 1685 a 1758 ogłaszaną 7 razy